# علیرضا علی‌احمدی
علیرضا علی‌احمدی (زادهٔ ۱۳۳۸ در اصفهان) سیاستمدار ایرانی است که وزیر آموزش پرورش و مدیرعامل شرکت ملی نفت‌کش ایران بوده‌است.

## تحصیلات و فعالیتهای دانشگاهی
- دکترای تخصصی، رشته تحصیلی مدیریت تولید-تحقیق در عملیات، دانشگاه تربیت مدرس، تاریخ اخذ:۱۳۷۳
- فوق لیسانس، رشته تحصیلی مهندسی صنایع، دانشگاه تربیت مدرس، تاریخ اخذ:۱۳۶۸
- لیسانس مهندسی، رشته تحصیلی متالورژی، دانشگاه علم و صنعت ایران، تاریخ اخذ:۱۳۶۵[۳]

وی هم‌اکنون با رتبه استاد تمام به تدریس در دانشگاه علم و صنعت ایران مشغول است. علی احمدی ریاست دانشکده مهندسی پیشرفتِ دانشگاه علم و صنعت ایران را بر عهده داشت و عضوهیئت علمی گروه مدیریت و مهندسی کسب و کار دانشکده مهندسی پیشرفت است.

## مسئولیت‌ها
از جمله سِمَت‌های وی می‌توان به موارد زیر اشاره نمود: عضو هیئت امنای سازمان فرهنگی هنری شهرداری تهران، عضو گروه اقتصادی معاونت بررسی‌های بیت رهبری، عضو شورای گسترش آموزش عالی کشور، عضو حقوقی شورای عالی انقلاب فرهنگی، عضو حقوقی فرهنگستان هنر جمهوری اسلامی ایران، مشاور برنامه‌ریزی شورای اسلامی شهر تهران (دوره دوم)، مدیر مسئول نشریه علمی پژوهشی مدیریت فردا، مدیر مسئول خبرگزاری متنا، مدیر عامل شرکت سرمایه‌گذاری صندوقهای بازنشستگی کارکنان و رئیس هیئت رئیسه صندوقهای بازنشستگی و رفاه کارکنان صنعت نفت.

## وزارت
علی‌احمدی در تاریخ ۲۳ مرداد ۱۳۸۴ از سوی محمود احمدی‌نژاد برای تصدّی وزارت تعاون به مجلس معرفی شد، امّا موفّق به کسب رأی اعتماد مجلس شورای اسلامی نشد.
وی در همان سال به ریاست دانشگاه پیام نور منصوب گردید. در تاریخ ۳۰ بهمن سال ۱۳۸۶، مجدداً از طرف محمود احمدی‌نژاد، به عنوان وزیر آموزش پرورش به مجلس شورای اسلامی معرفی شد که این بار توانست با کسب رای اعتماد نمایندگان مجلس شورای اسلامی، وزیر آموزش و پرورش شود.
در روز سه‌شنبه ۱۵ مرداد ۱۳۸۷، با ارایهٔ پیشنهاد وزارت او توسط محمود احمدی‌نژاد (در سه‌شنبه ۸ مرداد) به مجلس شورای اسلامی، این پیشنهاد به رأی گذاشته شد و از مجموع ۲۵۸ رأی گرفته شده، با ۱۳۳ رای موافق، ۹۲ رای مخالف و ۲۹ رأی ممتنع، موفق به کسب رأی اعتماد از مجلس و وزیر وزارت آموزش و پرورش شد.

## سوابق شغلی
- عضو هیئت علمی، دانشکده. مهندسی صنایع، دانشگاه علم و صنعت ایران، (۱۳۶۸-اکنون)
- وزیر آموزش و پرورش و عضو هیئت دولت نهم (۱۳۸۶–۱۳۸۸)
- مشاور برنامه‌ریزی راهبردی رئیس‌جمهور و مسئول تنظیم برنامه دولت نهم (۱۳۸۴)
- عضو هیئت امنای دانشگاه‌های علم و صنعت، صنعتی اصفهان، مازنداران، گرگان، پیام نور و مؤسسه بین‌المللی مطالعات انرژی سال‌های ۸۴–۹۲ از یکسال تا چهار سال
- عضو هیئت ممیزه دانشگاه علم و صنعت و پیام نور (۱۳۹۲–۱۳۹۱)
- رئیس دانشگاه پیام نور (۱۳۸۴–۱۳۸۶)
- رئیس هیئت رئیسه صندوقهای بازنشستگی و رفاه کارکنان صنعت نفت (۱۳۸۸–۱۳۹۰)
- مدیرعامل شرکت سرمایه‌گذاری صندوقهای بازنشستگی. کارکنان صنعت نفت (۱۳۸۸–۱۳۹۰)
- رئیس اولین دانشکده مهندسی پیشرفت کشور - دانشگاه علم و صنعت ایران (۱۳۹۱–۱۳۹۲)
- رئیس دانشکده مدیریت و برنامه‌ریزی وزارت آموزش و پرورش (۱۳۷۱–۱۳۷۲)
- مسئول جهاد سازندگی در استان چهارمحال و بختیاری (۱۳۵۸ در بدو تأسیس جهاد
- معاون دانشکده مهندسی صنایع دانشگاه علم و صنعت[۳]